# Ida Bobach
Ida Bobach, née le 30 juillet 1991 à Silkeborg, est une coureuse d'orientation danoise.
Elle est la sœur de Søren Bobach.

## Carrière
Ida Bobach est médaillée d'argent sur moyenne distance aux Championnats du monde de course d'orientation 2011 et médaillée d'argent en relais aux Jeux mondiaux de 2013. Aux Championnats du monde de course d'orientation 2014, elle remporte deux médailles d'argent, en relais et en moyenne distance. Aux Mondiaux de 2015, la Danoise obtient deux médailles d'or, en relais et en longue distance. Elle est médaillée d'argent en relais aux Championnats du monde de course d'orientation 2016.